# Daniel Rudolf Anrig
Daniel Rudolf Anrig (Walenstadt, 10 luglio 1972) è un ufficiale e poliziotto svizzero che dal 19 agosto 2008 al 31 gennaio 2015 è stato il 34º Comandante della Guardia Svizzera Pontificia.

## Biografia
Il colonnello Anrig è nato il 10 luglio 1972 a Walenstadt (Canton San Gallo) in Svizzera. È sposato ed ha quattro figli.
È stato alabardiere della Guardia Svizzera Pontificia dal 1992 al 1994. Tornato in Svizzera, si è laureato in utroque iure (diritto civile ed ecclesiastico) all'Università di Friburgo nel 1999 ed è stato assistente di diritto civile nella medesima accademia dal 1999 al 2001.
Entrato nel Corpo della polizia cantonale di Glarona, ha ricoperto l'incarico di capo della polizia criminale dal 2002 al 2006. Nominato capitano dell'Esercito svizzero, nel 2006 è stato chiamato ad assumere la guida del Corpo della polizia del Canton Glarona, divenendone comandante generale. In questa qualità  è stato ritenuto parzialmente responsabile di un controverso raid della polizia in un centro di rifugiati nel 2003.
Il 19 agosto 2008 è stato nominato da papa Benedetto XVI colonnello comandante della  Guardia Svizzera Pontificia, succedendo a Elmar Theodor Mäder. Nel suo ruolo è stato di diritto membro laico della Famiglia Pontificia, col titolo di "gentiluomo di Sua Santità". Durante il suo comando, in un'intervista al giornalista Mediaset Fabio Marchese Ragona, contrariamente al suo predecessore, ha aperto alla possibilità di ammettere anche le donne nel corpo pontificio, possibilità che ha conosciuto opposizioni e critiche, venendo di fatto abbandonata.
Poco tempo l'elezione di Bergoglio nel 2013, fu riconfermato nel ruolo assegnatogli dal precedente Pontefice.
Secondo una nota di appena quattro righe dell'Osservatore Romano, papa Francesco dispose che lasciasse la carica il 31 gennaio 2015, al termine della proroga concessa dopo la fine del suo mandato quinquennale.
Dal 2015 al 2020 è stato capo della polizia cantonale dell'aeroporto di Zurigo e in seguito segretario comunale di  Zermatt; nel 2022, dopo aver dato le dimissioni in ottobre per la fine dell'anno, è sparito senza lasciare traccia  e non risponde né al telefono né alle mail. Secondo il quotidiano svizzero di lingua tedesca Blick, l’avvocato di Anrig avrebbe dichiarato all’agenzia di stampa cattolica kath.ch che il suo cliente era detenuto in una prigione a Zurigo, “per questioni strettamente personali”. 
Secondo il legale, Anrig è accusato di aver pronunciato minacce a terzi dopo essere stato egli stesso oggetto di minacce.

## Onorificenze

Bandiera del corpo con comandante Daniel Rudolf Anrig sotto il pontificato di papa Francesco